# Comando servizi aerei speciali
I Servizi Aerei Speciali costituivano una grande unità alle dirette dipendenze dello Stato Maggiore della Regia Aeronautica, ed erano composti da un Comando, dai reparti "T" (Trasporti) — suddivisi in stormi e gruppi —, e dai Nuclei Comunicazioni.
I reparti "T" avevano una struttura tipicamente militare, differendo dalle altre unità dell'Aeronautica soltanto per la diversa modalità d'impiego. Il loro compito principale era trasportare armi e rifornimenti alle truppe operanti sui vari fronti di guerra, ma effettuarono anche azioni di bombardamento e trasporto e lancio di paracadutisti sabotatori.
Riuscirono a raggiungere destinazioni come Tokio, Baghdad, Gondar, Addis Abeba e ad operare da campi di fortuna utilizzando velivoli da bombardamento (S.M.79, S.M.82) riadattati all’esigenza.
La maggior parte degli elementi che formavano gli equipaggi e il personale dei servizi a terra, provenivano dalle linee aeree civili (Ala Littoria, L.A.T.I., Avio Linee Italiane) che possedevano quindi l'esperienza necessaria alla lunga navigazione, ai trasporti a pieno carico ed alle esigenze del traffico nei servizi aeroportuali.
I Nuclei Comunicazioni erano invece organismi militari paralleli alle compagnie di navigazione aerea civile preesistenti. Queste ultime conservavano la gestione commerciale delle linee rimaste in esercizio, mentre il personale richiamato alle armi e il materiale di volo requisito, facevano capo al rispettivo Nucleo Comunicazioni ed il loro impiego era regolato dal Comando dei Servizi Aerei Speciali.
L'ordine di battaglia al 10 giugno del 1940 del Comando servizi aerei speciali (CSAS) di Roma agli ordini del Gen. S.A. Aurelio Liotta era:
147º Gruppo trasporto, Ten. Col. Giuseppe Paterniti, Littoria presso l'Aeroporto di Latina (13 velivoli)
- 601ª Squadriglia, 5 Savoia-Marchetti S.M.75
- 602ª Squadriglia, 4 Savoia-Marchetti S.M.75
- 603ª Squadriglia, 4 Savoia-Marchetti S.M.75

148º Gruppo trasporto, Ten. Col. V. Napoli, Aeroporto di Reggio Calabria (13 velivoli)
- 605ª Squadriglia, 7 Savoia-Marchetti S.M.73
- 606ª Squadriglia, 6 Savoia-Marchetti S.M.73

149º Gruppo trasporto, Ten. Col. Cartoni, Aeroporto di Napoli-Capodichino (12 velivoli)
- 607ª Squadriglia, 4 Savoia-Marchetti S.M.82
- 608ª Squadriglia, 4 Savoia-Marchetti S.M.82
- 609ª Squadriglia, 4 Savoia-Marchetti S.M.82

Squadriglie autonome
- 611ª Squadriglia Breda Ba.44 (5 velivoli)
- 615ª Squadriglia, Savoia-Marchetti S.M.83, Aeroporto di Guidonia (8 velivoli)
- 616ª Squadriglia, Savoia-Marchetti S.M.74, Littorio[1] (3 velivoli)

Nuclei Collegamenti e Comunicazioni
- Nucleo Collegamenti veloci, Roma-Littorio (2 S.M.79 e 3 B.R.20)
- Reparti Volo delle Grandi Unità (5 SM 79, 6 Caproni Ca.310, 4 Fiat C.R.42, 1 G.50)
- Nucleo Comunicazioni "ALI", (Gen. B.A. Biondi, Milano-Linate, 1 SM 73, 1 Fiat APR.2, 3 Fiat G.12, 6 Fiat G.18V, 1 Douglas DC-2)
- Nucleo Comunicazioni "LATI", (Ten. Col. Giovanni Pezzani, Roma-Guidonia, 2 SM 75, 2 SM 82, 13 SM 83)
- Nucleo Comunicazioni "Ala Littoria", Ten. Col. Venturini, Roma-Littorio
- Sezione Terrestre (Roma-Littorio, 2 Savoia-Marchetti S.71, 6 SM 75, 1 Savoia-Marchetti S.M.86, 1 Savoia-Marchetti S.M.87, 1 IMAM Ro.10, 6 Ju 52, 1 Fokker F.VII, 1 DC 2, 1 DC-3)
- Sezione Idrovolanti (Roma-Ostia Lido, 4 CANT Z.506C, 6 Macchi M.C.94, 4 Macchi M.C.100)

Africa Orientale Italiana, Savoia-Marchetti S.M.73, Caproni Ca.148C, Caproni Ca.133T, Fokker F.VII
Africa Settentrionale Italiana
- Scuola paracadutisti di Libia, Savoia-Marchetti S.M.81
- 146º Gruppo trasporto, Bengasi (12 velivoli)
  - 604ª Squadriglia, Savoia-Marchetti S.M.75 (6 velivoli)
  - 610ª Squadriglia, Savoia-Marchetti S.M.75 (8 velivoli)